# Toná
La toná est un palo historique du flamenco, dont il constitue une des matrices fondamentales.

## Présentation
La toná trouve son origine dans les romances castillans adaptés au XVIIIe siècle par les gitans andalous et réappropriés sous forme de corríos (corridos). Certains pensent qu'il a existé jusqu'à trente-trois formes différentes de tonás, suivant la ville d'origine des gitans, bien que seule une poignée soit arrivée jusqu'à l'époque moderne.
La toná se chante généralement sans accompagnement musical et est à l'origine du martinete, de la debla, et sans doute également des seguiriyas et des livianas.
Toutes les tonás encore connues de nos jours suivent une même ligne mélodique et ne varient que par les paroles. Ce palo historique est donc délaissé par les chanteurs modernes.